# Archidendron conspicuum
Archidendron conspicuum là một loài thực vật có hoa trong họ Đậu. Loài này được (Craib) I.C.Nielsen miêu tả khoa học đầu tiên.